# بامرني
بامرني بلدة ومركز ناحية إدارية تابعة لقضاء العمادية في محافظة دهوك في إقليم كردستان العراق شمال العراق.

## التسمية
بامرني كلمة آرامية الأصل في حالة إرجاعها إلى الأصل تعني (بيت ماردني) أو (بيت هاردني).

## ناحية
تحولت إلى ناحية بالقرار المرقم بـ (1197) بتاريخ 19/02/2000 بطلب من محافظ دهوك إلى الحكومة العراقية.

## عدد السكان
عدد سكان مدينة بامرني حوالي 5500 

## المناخ
من حيث الطقس هي مدينة باردة صيفاً ودرجة الحرارة في الصيف لا تتجاوز ال 30 مئوية وهي شديدة البرودة في الشتاء.

## جغرافيا
تحيط بها غابات من أشجار البلوط وشجرة الحبة الخضراء في شرقها يمتد جبل متين بارتفاع 2500 متر عن سطح البحر فيها إلى الجنوب مطار بامرني تم بنائه على يد الإنجليز ويسيطر عليها الجيش التركي حالياً.
'''شيوخ القرية'''
شيوخ هذه القرية هم العائلة النقشبندية
ولهم فيها تكية ومسجد .

## أعلام
- صالح اليوسفي